# Anthony Kennedy
Pour les articles homonymes, voir Kennedy.
Anthony McLeod Kennedy, né le 23 juillet 1936 à Sacramento, est un juriste, avocat et juge américain, membre de la Cour suprême des États-Unis de 1988 à 2018. Nommé par le président Ronald Reagan, il est réputé pour ses positions centristes, plus précisément comme un conservateur qui vote occasionnellement avec les progressistes.
Le 31 juillet 2018, Kennedy se retire de la Cour suprême ; Donald Trump propose comme successeur Brett Kavanaugh qui est confirmé par le Sénat le 6 octobre 2018.

## Biographie

### Vie privée
Kennedy est né à Sacramento en Californie. Fils d'une famille catholique, il a épousé Mary Davis avec laquelle il a trois enfants.
Il est diplômé en sciences politiques de l'université Stanford (1958) et en droit de l'école de droit de l'université Harvard (1961). Il a également étudié à la London School of Economics pendant son cursus à Stanford.

### Carrière professionnelle
En 1961, il effectue son service militaire au sein de la garde nationale de Californie.
De 1961 à 1963, il travaille au sein d'un cabinet juridique avant de reprendre le cabinet juridique de son père.
De 1965 à 1988, il est professeur en droit constitutionnel à l'université du Pacifique.
En 1975, il est nommé juge à la cour d'appel pour le 9e circuit par le président Gerald Ford.
En novembre 1987, le président Ronald Reagan nomme Kennedy à la Cour suprême pour succéder à Lewis Powell (en), alors juge pivot entre conservateurs et libéraux. Kennedy est un troisième choix après ceux de Robert Bork, rejeté par le Sénat pour ses positions conservatrices, et Douglas H. Ginsburg (en), qui retire sa candidature après avoir admis sa consommation passée de marijuana. En décembre 1987, le comité judiciaire du Sénat tient des auditions et le recommande unanimement en janvier 1988. Le 3 février 1988, après une heure de débats, la candidature de Kennedy est approuvée à l’unanimité des membres du Sénat par 97 voix contre zéro (en fait trois absents : Al Gore, Paul Simon et Joe Biden). La droite approuve sa vision limitée du rôle du juge (« judicial restraint ») tandis que la gauche soutient sa reconnaissance du caractère évolutif de la Constitution (par opposition à l'originalisme). Kennedy prête serment le 18 février suivant et devient le plus jeune membre de la Cour à 51 ans.
Le 27 juin 2018, Kennedy annonce sa retraite de la Cour suprême pour le 31 juillet suivant. Donald Trump nomme en remplacement de Kennedy le juge Brett Kavanaugh ; les deux hommes se connaissent puisque Kavanaugh a été greffier (law clerck) de Kennedy.

## Philosophie
Durant son mandat à la Cour suprême Kennedy se trouve au centre idéologique de la Cour suprême, bien qu’il vote le plus souvent avec les juges conservateurs de la Cour,. Certains analystes estiment d’ailleurs qu’il s’agissait davantage de la « Cour Kennedy » que de la « Cour Rehnquist » ou de la « Cour Roberts », présidents de l'institution lors de son passage. À partir de 2006 et le départ de Sandra Day O'Connor, il jouait un rôle de pivot entre les quatre juges conservateurs et les quatre juges progressistes.
Lorsque Kennedy choisit de prendre sa retraite, de nombreux commentateurs pointent la mise en péril de son héritage à la Cour suprême, le président Trump ayant fait la promesse de nommer un juge conservateur. Le centre idéologique de la Cour suprême devrait se déporter vers John Roberts et la droite, remettant potentiellement en cause de nombreuses évolutions de la société pour lesquelles Kennedy avait eu un rôle majeur comme l’avortement ou les droits LGBT,,.
Cependant, lors de sa dernière session à la Cour suprême, il vote le plus souvent avec la majorité conservatrice et ne rejoint pas une seule fois le bloc progressiste dans les 19 décisions rendues par cinq voix contre quatre.

### Aspects progressistes de sa jurisprudence
Kennedy soutient le principe du droit à l’avortement. En 1992, il est le vote décisif dans la décision Planned Parenthood of Southeastern Pennsylvania v. Casey qui réaffirme la jurisprudence Roe v. Wade de 1973 reconnaissant l’avortement comme un droit constitutionnel,. En 2016, il rejoint les juges progressistes de la Cour pour estimer inconstitutionnelle une loi texane jugée trop sévère avec les cliniques pratiquant l’avortement.
Kennedy se prononce généralement contre les tentatives de restrictions ou de discriminations envers les homosexuels. À partir de 1996, il est ainsi l’auteur de toutes les décisions touchant aux droits LGBT. Il rédige notamment l’arrêt Lawrence v. Texas, jugeant inconstitutionnelles les lois anti-sodomie, et l’arrêt Obergefell v. Hodges qui rend légal le mariage homosexuel dans l’ensemble des États-Unis. En 2017, il rédige cependant la décision qui annule un jugement sanctionnant un pâtissier ayant refusé de faire un gâteau pour un mariage homosexuel. Cet arrêt est toutefois de portée limitée puisqu’il se fonde sur le manque d’impartialité de la Commission des droits civils du Colorado, qui avait un biais anti-religion contre le pâtissier, et ne légalise pas un droit à la discrimination sur des bases religieuses,.
En 2016, son vote permet de confirmer la légalité de la discrimination positive au sein des universités américaines. Kennedy est également en faveur d’une interprétation renouvelée du VIIIe amendement, estimant à ce titre que l'utilisation de la peine de mort pour les mineurs était une peine cruelle ou inhabituelle interdite par la Constitution (Roper v. Simmons en 2005). Il est par ailleurs l'auteur de la décision Boumediene v. Bush (2008) qui impose le respect de l'Habeas corpus même pour des personnes n'ayant pas la nationalité américaine et détenues en dehors du territoire national (en l'espèce les détenus de Guantánamo).

### Aspects conservateurs
Il s'est ainsi prononcé, lors de Bush v. Gore, en faveur d'une date limite puis de la fin du recomptage des bulletins de vote en Floride lors de l'élection présidentielle de 2000.
Il reste en revanche très conservateur sur les questions de procédure criminelle (exemple : District Attorney's Office v. Osborne, 2009). Aussi sa voix a fait pencher la balance pour l'annulation des lois interdisant les armes à feu (McDonald v. Chicago, 2010).
En 2010, il rédige l'opinion majoritaire dans l'affaire Citizens United v. Federal Election Commission qui juge inconstitutionnelles les lois limitant le financement de la vie politique par des entreprises ou des associations. Il les trouve en violation avec la liberté d'expression garantie par la Constitution. Conséquence de cette décision, des millions de dollars sont depuis dépensés dans les campagnes électorales par des groupes extérieurs aux candidats, notamment par le biais des super PAC. La seule règle à respecter est désormais l'absence de contact direct entre le donateur et le candidat en faveur duquel les fonds sont utilisés,.
Le 28 juin 2012, on apprend qu'il a voté contre la réforme du système de santé voulue par Obama, élargissant la couverture santé et forçant les Américains à prendre d'ici à 2014 une assurance santé, faute de sanctions financières ; les analystes pensaient qu'il aurait soutenu le texte. Toutefois, dans une position de mars 2015, il donnera des arguments nouveaux empêchant prématurément un démantèlement partiel de cette loi.